# 金基正
金 基正（キム・ギジョン、英語: Kim Gi Jung、朝鮮語: 김기정、1990年8月14日 - ）は、大韓民国の男子バドミントン選手。BWF世界ランキング最高位は2位。

## 経歴
男子ダブルスでは主に金沙朗とペアを組む。
2012年、ダイハツ・ヨネックスジャパンオープンでは、決勝でマレーシアのクー・キンキット / タン・ブンホンを破って優勝。BWFスーパーシリーズ初タイトル獲得となった。
同年のアジア選手権では、決勝で遠藤大由 / 早川賢一を破って金メダルを獲得した。